# Max-Planck-Institut für Kernphysik

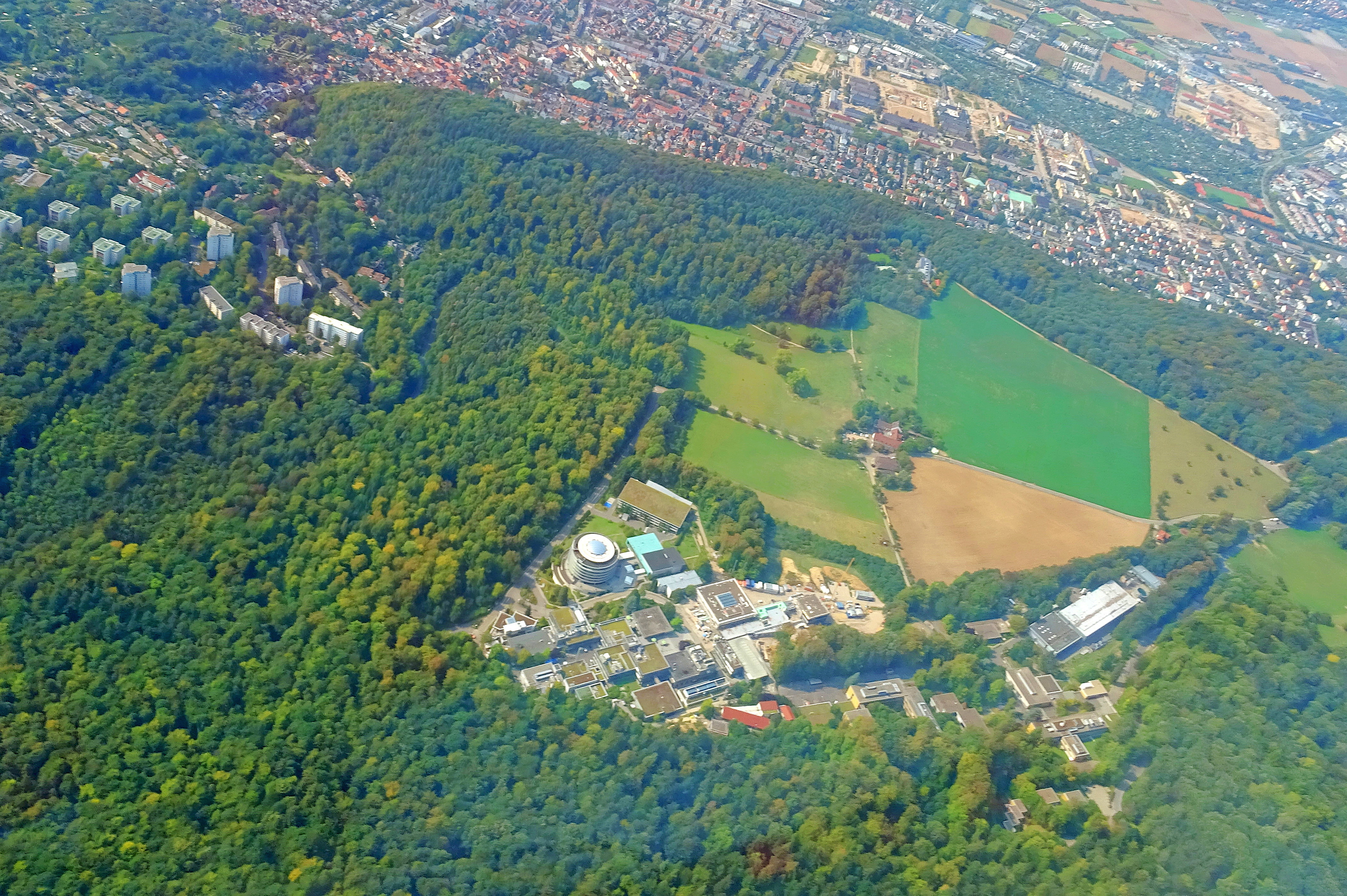
Luftbild des zusammenhängenden Geländes von EMBL und MPIK in Heidelberg (Aufn. 2020)

Das Max-Planck-Institut für Kernphysik (MPIK) ist ein Institut der Max-Planck-Gesellschaft und hat seinen Sitz am Fuß des Königstuhls in Heidelberg. Auf Initiative von Walther Bothe wurde es 1958 aus dem seit 1930 bestehenden Institut für Physik im Max-Planck-Institut für medizinische Forschung gegründet. Das MPIK beschäftigt sich heute mit Grundlagenforschung auf den Gebieten Astroteilchenphysik und Quantendynamik.
Erster Leiter war Wolfgang Gentner. Seit 1966 wird das Institut von einem Direktorenkollegium geleitet. Derzeit gibt es sechs Abteilungen und einige weitere Forschergruppen und Nachwuchsgruppen. Wissenschaftliche und technische Servicebereiche sowie die Verwaltung unterstützen die Forscher. Das Institut hat ca. 390 Beschäftigte, dazu kommen Diplomanden und wissenschaftliche Gäste.
Wissenschaftler des MPIK arbeiten mit anderen Forschungsgruppen aus Europa und der ganzen Welt zusammen und wirken in zahlreichen internationalen Kollaborationen teils federführend mit. Besonders intensive Beziehungen bestehen zu einigen Großforschungseinrichtungen wie GSI (Darmstadt), DESY (Hamburg), CERN (Genf), INFN-LNGS (Assergi L’Aquila) oder dem Weizmann-Institut in Israel.
In der Metropolregion kooperiert das Institut eng mit der Universität Heidelberg, an der die Direktoren und weitere Mitarbeiter des Instituts lehren. Der wissenschaftliche Nachwuchs wird in zwei International Max Planck Research Schools (IMPRS) und einer Graduiertenschule gefördert.

## Forschung
Die Forschungsschwerpunkte am MPIK liegen auf den beiden Gebieten Teilchen- und Astrophysik und Quantendynamik. In beiden wird sowohl experimentelle als auch theoretische Forschung betrieben.
Der Forschungsbereich Astroteilchenphysik (Synergien von Teilchenphysik und Astrophysik) ist durch die Abteilungen von Jim Hinton und Manfred Lindner vertreten und vereint Fragestellungen des Makro- und Mikrokosmos. Ein besonderer Fokus liegt hierbei auf Hochenergieastrophysik und Neutrinophysik, aber auch die Physik schwerer Quarks und astronomische Infrarotquellen werden untersucht. Ungewöhnliche Beobachtungsmethoden für Gammaquanten und Neutrinos eröffnen neue Fenster zum Weltall. Theoretisch wird unter anderem untersucht, was sich hinter „Dunkler Materie“ und „Dunkler Energie“ verbirgt.
Die Abteilungen von Klaus Blaum, Christoph Keitel und Thomas Pfeifer haben ihren Schwerpunkt im Forschungsbereich Quantendynamik (Vielteilchendynamik von Atomen und Molekülen). Mit Reaktionsmikroskopen lassen sich einfache chemische Reaktionen „filmen“. Speicherringe und Fallen für Ionen ermöglichen Präzisionsexperimente praktisch unter Weltraumbedingungen. Mit Methoden der theoretischen Physik wird die Wechselwirkung von intensivem Laserlicht mit Materie untersucht. Außerdem werden Experimente zu hochpräziser Massenmessung und zur Erzeugung ultrakurzer Laserpulse durchgeführt.
Darüber hinaus gibt es am MPIK mehrere selbständige wissenschaftliche Nachwuchsgruppen, z. B. die Gruppen „Kalte Kollisionen und Wege zum Leben im interstellaren Raum (ASTROLAB)“ und „Ultrakalte negative Ionen durch Laserkühlung (UNIC)“.
Das MPIK ist an zahlreichen Forschungsprojekten beteiligt, unter anderem an
- BOREXINO – Ein Neutrinodetektor in den Laboratori Nazionali del Gran Sasso (LNGS) zur Untersuchung von Kernreaktionsmechanismen in der Sonne.
- Double Chooz – Ein Reaktorneutrinoexperiment zur Bestimmung des Neutrino-Mischungswinkels Theta13.
- FLASH – Freie-Elektronen-Laser am DESY
- GERDA – Ein Präzisonsexperiment zum Nachweis des neutrinolosen Doppelbetazerfalls.
- GLoBES – Eine Software zur Simulation von verschiedenen Neutrinoexperimenten.
- H.E.S.S. – Ein Tscherenkow-Teleskop-System in Namibia für Gamma-Astronomie.
- HITRAP – Projekt des GSI Helmholtzzentrum für Schwerionenforschung zur Messung des g-Faktors von hochionisiertem Uran.
- KATRIN – Ein Massenspektrometer zur Bestimmung der Neutrinomasse aus dem radioaktiven Betazerfall.
- XENON – Ein Experiment zum direkten Nachweis von Dunkler Materie.
- CTA – Ein Projekt für ein Gammastrahlen-Observatorium mit Tscherenkow-Teleskopen

### Einrichtungen
Das MPIK verfügt über folgende Großanlagen:
- Mehrere Elektronenstrahl-Ionenfallen (Electron Beam Ion Trap, EBIT) wurden am MPIK entwickelt und gebaut, mit denen Schwerionen (zum Beispiel 78-fach geladenes Quecksilber) erzeugt, gespeichert und untersucht werden können. Die Ionen werden sowohl mit Präzisionsspektrometern für alle Wellenlängen analysiert, als auch für andere Experimente (zum Beispiel einem Reaktionsmikroskop) zur Verfügung gestellt. Eine der EBITs wurde speziell als transportables Gerät konzipiert und wurde am DESY in Hamburg und am BESSY in Berlin zur Untersuchung der Wechselwirkung hochgeladener Ionen mit Synchrotronstrahlung verwendet. Außerdem wurden auch Experimente an den Freie-Elektronen-Lasern FLASH in Hamburg und LCLS in Menlo Park, Kalifornien, durchgeführt.

- Der ultrakalte Speicherring (englisch cryogenic storage ring, CSR), ein elektrostatischer Speicherring, ermöglicht Experimente mit Molekülionen praktisch unter den Bedingungen interstellarer Wolken.

## Frühere Direktoren
- Peter Brix (Direktor 1972 bis 1986)
- Hugo Fechtig (1929–2025), (Direktor 1974–1994)
- Wolfgang Gentner (Direktor 1958 bis 1974)
- Werner Hofmann (Direktor 1988 bis 2019)
- Konrad Mauersberger (* 1938) (Direktor 1994–2003)
- Theodor Mayer-Kuckuk (Direktor 1964–1966)
- Bogdan Povh (1932–2024) (Direktor 1975–2000)
- Ulrich Schmidt-Rohr (Direktor 1961–1994)
- Dirk Schwalm (Direktor 1993–2005)
- Joachim Ullrich (Direktor 2001 bis 2012)
- Heinrich J. Völk (Direktor 1975 bis 2005)
- Hans-Arwed Weidenmüller (Direktor 1972 bis 2001)
- Josef Zähringer (Direktor 1964–1970)